# Osterberg
Osterberg – miejscowość i gmina w Niemczech, w kraju związkowym Bawaria, w rejencji Szwabia, w regionie Donau-Iller, w powiecie Neu-Ulm, wchodzi w skład wspólnoty administracyjnej Altenstadt. Leży około 30 km na południowy wschód od Neu-Ulmu.

## Polityka
Wójtem gminy jest, rada gminy składa się z 8 osób.
|      | Bürgerblock | FWO | Razem |
| 2008 | 3           | 5   | 8     |
| 2002 | 8           | -   | 8     |

## Oświata
W gminie znajduje się przedszkole oraz szkoła podstawowa.